# 星から来た二人
『ピンク・レディーの「星から来た二人」』（ピンク・レディーのほしからきたふたり）は、ピンク・レディーのオリジナルとしては2枚目となるアルバム。1978年11月5日にビクター音楽産業（現：ビクターエンタテインメント）より発売された。
- 1994年12月1日にCD化され、更に2006年8月23日に紙ジャケット仕様として再度CD化された。

## 収録曲
- 全作詞：阿久悠（「コマーシャル・ソング・メドレー」を除く）、作曲：都倉俊一

SideA
1. 百発百中
  - 編曲：田辺信一
  - 日本テレビ系『NTVザ・ヒット! ピンク百発百中』テーマ曲。
  - 同番組内では「百発百中!のテーマ」という曲名に改題され、使用された。
2. 千の顔を持つ女
  - 編曲：田辺信一
3. ミステリー・ツアー
  - 編曲：都倉俊一
4. フレンズ
  - 編曲：萩田光雄
5. 星から来た二人
  - 編曲：萩田光雄
  - 収録曲「星から来た二人」は、アニメ『ピンク・レディー物語 栄光の天使たち』にてヤング・フレッシュが歌唱していたオープニング主題歌のカバー。同じく「フレンズ」はエンディング主題歌のカバー。
  - 2000年3月28日にコロムビアより発売の『GIRLS in Theme Songs RED』にヤング・フレッシュ歌唱のものではなくピンク・レディー・ヴァージョンが収録され、ボーナストラックとしてヤング・フレッシュ版カラオケの「星から来た二人」「フレンズ」が“コロムビアver.”として収録された。ビクター（ピンク・レディー歌唱）とコロムビア（ヤング・フレッシュ歌唱）で同一の演奏をそれぞれの歌唱に合わせて異なったミックスをしているが、2010年のアルバム『INNOVATION』では“コロムビアver.”のカラオケを使用してピンク・レディーが「星から来た二人」を新たに歌唱している。
  - 「星から来た二人」の歌詞について、ピンク・レディーの2人はデビュー前、歌手を目指して夜中に川原（安倍川、ミーの自宅付近）で歌の練習をしていたことがあり、まるでその時のことを歌ったような内容になっている。ピンク・レディー本人は作詞した阿久悠にこの話をしておらず、2008年に未唯mieがテレビ朝日系『オーラの泉』に出演した際に、阿久悠のことを宇宙人ではないかとコメントしている。

SideB
1. 2001年愛の詩
  - 編曲：田辺信一
  - 1978年日本テレビ系『24時間テレビ 「愛は地球を救う」』第1回目のメインテーマ曲として発表された曲。
  - 同番組のサウンドトラックアルバム『愛は地球を救う』にも収録されている。
2. コマーシャル・ソング・メドレー
  - 編曲：田辺信一
  - シャワランきらめきの夏（作詞：藤公之介）〜金鳥電子蚊とりマット（作詞：貫泰夫）〜キャッチ・リップ（作詞：阿久悠）〜シャワランはじめての春（作詞：藤公之介）〜日清焼きそばUFO（作詞：貫泰夫）〜アサヒ玩具おしゃれ人形（作詞：太陽企画）〜神州一即席味噌汁（作詞：サイエンス企画）〜キャロン肌着（作詞：電通宣伝技術局）〜恋のキャッチリップ（作詞：杉山政美）〜学研中一コース（作詞：伊藤アキラ）〜日清ラーメンめんくらべ（作詞：杉山政美）〜風の中にシャワラン（作詞：藤公之介）〜ナショナルペッパー（作詞：杉山政美）〜ウィニーSHOW（作詞：杉山政美）〜学研ニューコース（作詞：伊藤アキラ）〜それゆけクール（作詞：杉山政美）〜サインはレッド（作詞：杉山政美）〜シャワランきらめきの夏（作詞：藤公之介）
3. スーパーモンキー孫悟空
  - 編曲：田辺信一
  - TBS系『飛べ!孫悟空』主題歌。
  - シングル『透明人間』のB面（C/W）にも収録されている。